# 貝迪山
貝迪山（英語：Mount Beddie）是南極洲的山峰，位於帕默群島的布拉班特島西南端，處於于洛半島，海拔高度435米，由讓-巴蒂斯特·夏古率領的法國探險隊繪入地圖和命名，現時由南極條約體系管理。